# Transport z ráje
Transport z ráje je významné dílo české filmové nové vlny 60. let natočené volně podle povídkové sbírky Arnošta Lustiga Noc a naděje o životě v terezínském ghettu.

## Děj
Film se odehrává na podzim roku 1944 v terezínském ghettu. Nacisté se připravují na inspekci generála SS Knechta a natáčení propagandistického filmu "Vůdce daroval Židům město", který má světu ukázat, jak se Židům v Terezíně údajně dobře žije. V tomto kontextu nacisté přeměňují ghetto na Potěmkinovu vesnici, kde orchestr hraje, děti si hrají na ulicích a domy jsou zdobeny falešnými obchody a kavárnami. Součástí představení je i příjezd vlaku s novými vězni, kteří mají vytvářet iluzi spokojeného života.
Avšak vše se změní, když je v ghettu objeven protifašistický plakát. Generál Knecht okamžitě nařídí transport čtyř tisíc mužů a žen do vyhlazovacího tábora Birkenau. Nacisté pověří Obersturmführera Herze, aby vypátral autory plakátu a zajistil transport. Představený židovské samosprávy, David Löwenbach, odmítá podepsat seznam deportovaných, jelikož ví, že transport nevede na práci, ale do plynových komor. Je proto zatčen a uvězněn. Jeho zástupce Marmulstaub je donucen k podpisu, ale činí tak s pocitem viny. Mezitím dochází k pátrání po autorech plakátu a Herz se svým pobočníkem Bindem prohledávají bloky ghetta, kde postřelí jednoho z vězňů a zatknou několik dalších. Následuje dramatický okamžik, kdy je tiskárna plakátů objevena a několik zúčastněných vězňů se pokouší skrýt. Mladá vězeňkyně Líza se večer před transportem loučí s několika svými přáteli v emotivních chvílích, kdy si všichni uvědomují svou blížící se smrt.
Následující ráno jsou všichni vězni svoláni na nádvoří, kde nacisté provádějí přepočítání. Herz nakonec odhalí i ukrývajícího se Fialu, jednoho z autorů plakátů, a odvádí ho pryč. Löwenbach je mezitím propuštěn z bunkru a musí se připojit k ostatním vězňům určeným pro transport. Vlak plný židovských vězňů nakonec odjíždí z Terezína směr Birkenau. Film tak kontrastně začíná příjezdem generála SS a vlaku s novými vězni a končí odjezdem transportu do vyhlazovacího tábora. Nacisté slaví svůj úspěch, zatímco Terezín, nyní téměř prázdný, zůstává tichým svědkem tragédie.

## Osoby a obsazení
| Zdeněk Štěpánek      | David Loewenbach  |
| Ilja Prachař         | Moric Herz        |
| Čestmír Řanda        | Marmulstaub       |
| Jiří Vršťala         | Binde             |
| Ladislav Pešek       | Roubíček          |
| Walter Taub          | Spiegel           |
| Jindřich Narenta     | SS-Generál Knecht |
| Jaroslav Rauser      | Von Holler        |
| Josef Vinklář        | Vágus             |
| Josef Abrhám         | Datel             |
| Martin Gregor        | Geron             |
| Vlastimil Brodský    | Mukl              |
| Jaroslav Rozsíval    | kovář             |
| Jiřina Štěpničková   | Feinerová         |
| Jiří Němeček         | Vlastimil Fiala   |
| Helga Čočková        | Lízinka           |
| František Němec      | Dany              |
| Václav Vondráček     | mladík            |
| Vladimír Hrabánek    | Zrzek             |
| Juraj Herz           | Mylord            |
| Vladimír Linka       | voják SS          |
| Emanuel Kovářík      | voják SS          |
| Rudolf Cortés        | voják SS          |
| Štefan Bulejko       | voják SS          |
| Zdeněk Jelínek       | voják SS          |
| Vladimír Navrátil    | voják SS          |
| Zdeněk Braunschläger | Ssman             |
| Marie Richterová     | Anna              |
| Ladislav Potměšil    | Kůzle             |
| Miroslav Svoboda     | průmyslník Mayer  |